# Deštné v Orlických horách
Deštné v Orlických horách település Csehországban, Rychnov nad Kněžnou-i járásban. Deštné v Orlických horách Orlické Záhoří, Kounov, Osečnice, Sedloňov, Liberk, Dobré, Duszniki-Zdrój és Dobřany településekkel határos. Lakosainak száma 567 fő (2024. január 1.).

## Népesség
A település lakosságának változását az alábbi diagram mutatja:
| Lakosok száma | 2571 | 2597 | 1900 | 922  | 647  | 611  | 562  | 566  | 546  | 567  |
|               | 1869 | 1890 | 1921 | 1950 | 1980 | 2001 | 2017 | 2019 | 2022 | 2024 |